# Distoplectron campbelli
Distoplectron campbelli är en insektsart som först beskrevs av Eduard Handschin 1935.  Distoplectron campbelli ingår i släktet Distoplectron och familjen myrlejonsländor. Inga underarter finns listade i Catalogue of Life.